# Landgraviat de Turíngia
El landgraviat de Turíngia (fins a 1130 marcgraviat) fou una jurisdicció feudal del Sacre Imperi Romanogermànic, a la moderna regió de Turíngia.

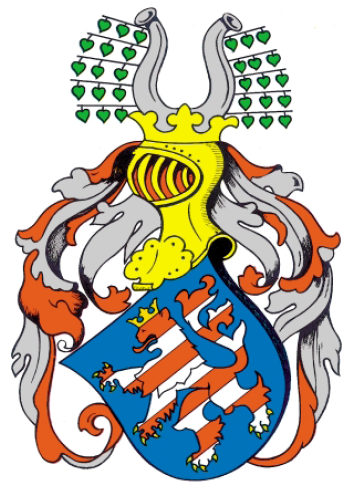
Escut del Landgrave Albert, 1265

## Llista de marcgravis i landgravis
- Lluís I el Barbut 1031-1064
- Lluís II “el saltador” (fill) 1064-1123
- Lluís III (fill, landgravi de Hesse 1130-40) 1123-1140 (des 1130 té el títol de landgravi, com a Lluís I)
- Lluís II el fort (fill, landgravi de Hesse) 1140-1172
- Lluís III el pietós (landgravi de Hesse 1182-90) 1172-1190
- Herman I (germà, landgravi de Hesse) 1190-1216
- Lluís IV el sant (landgravi de Hesse) 1216-1227
- Herman II (landgravi de Hesse 1234-41) 1227-1241

### Casa de Wettin

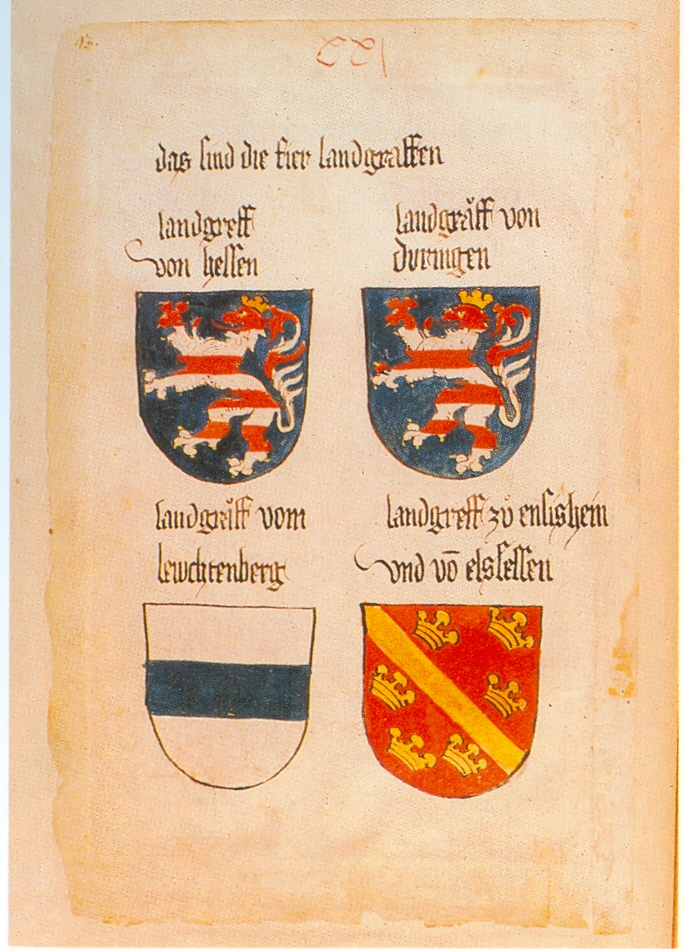
L'escut d'armes merovingi, que es mostra com l'escut d'armes dels landgraves d'Hesse i Turíngia, al Ingeram Codex de 1459.

- Enric I Raspe (landgravi de Hesse) 1241-1247
- Enric II l'Il·lustre (nebot, marcgravi de Meissen) 1247-1265 (torna a tenir el títol de marcgravi)
- Albert I (fill) 1265-1289
- Adolf de Nassau 1289-1298 (emperador)
- Albert I (segona vegada) 1298-1307
- Diezmann (fill) 1307
- Albert II 1298-1307 (Emperador Albert I, pretendent)
- Frederic I (germà de Diezmann) 1307-1323
- Frederic II el greu (fill) 1323-1349
- Frederic III el sever 1349-1381
- Balatsar I (germà) 1381-1406
- Frederic IV el ximple (fill) 1406-1440
- Frederic V el benigne (nebot, Frederic II de Saxònia) 1440-1445
- Guillem el valent (germà, associat 1440-1445) 1440-1482
- a Saxònia 1482